# مستعمره

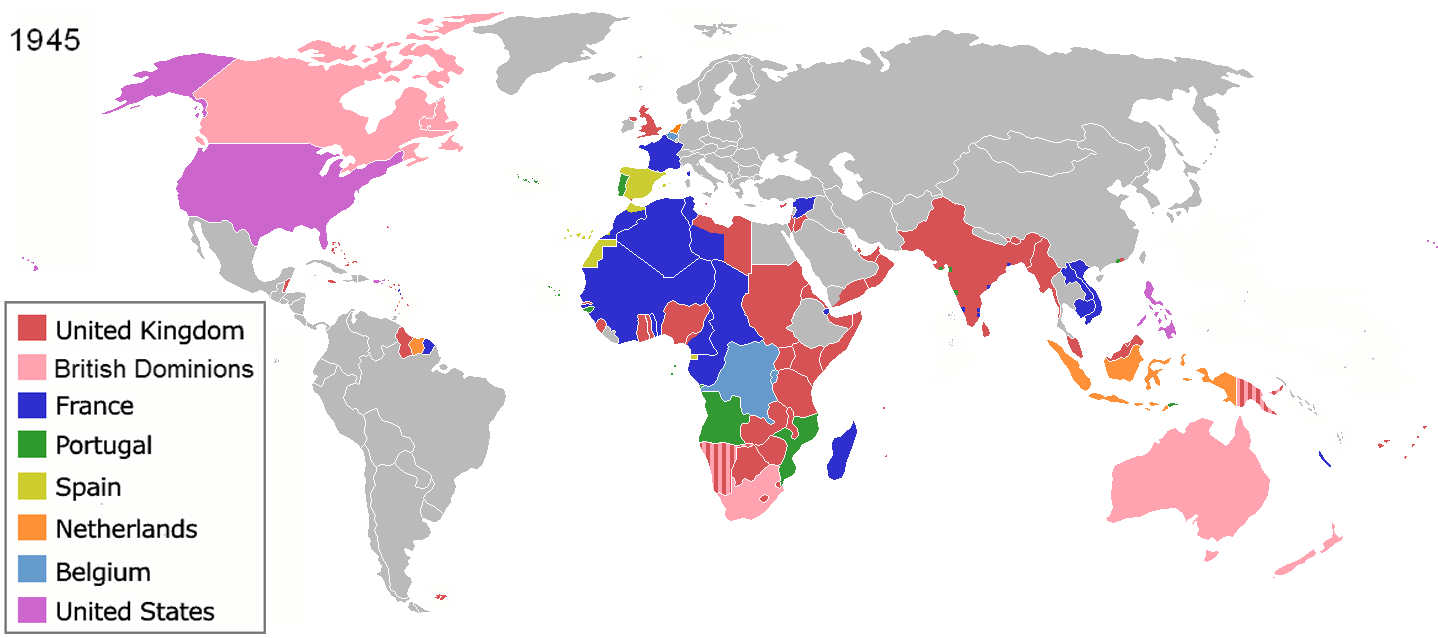
استعمارگری و امپریالیسم در پایان جنگ جهانی دوم (۱۹۴۵ (میلادی)

مستعمره یعنی سرزمینی فاقد استقلال سیاسی و اقتصادی که در همه شئون کاملاً تابع دولت امپریالیستی اقتدار طلب است. این دولت و انحصارات امپریالیستی آن از مستعمره به عنوان مواد خام و نیروی کار ارزان بازار فروش کالاها و عرصه سرمایه‌گذاری‌های پرسود و همچنین به مثابه پایگاه‌های نظامی و سوق‌الجیشی استفاده می‌کنند.
فرهنگ فارسی معین، مستعمره را «سرزمین یا کشوری که حکومتش زیر نظر یک کشور قوی‌تر بیگانه باشد» آورده‌است.

## پیرامون واژه
«اِستِعمار» واژه‌ایست عربی و در بُن به معنای آبادی خواستن است و معنی دیگری که به زیر نظر داشتن سلطه و حکومت و مادیات نیز می‌باشد. «استعمار کردن» نیز به معنای «آباد کردن» می‌باشد. ولی امروزه استعمار معنای نفوذ و دخالت کشورهای زورمند در کشورهای ناتوان به بهانه آبادی و سازندگی است. «کُلُنی» یا «مهاجرنشین» یا «مستعمره نشین» از دیگر واژه‌هاییست که ممکن است در این معنی به کار روند.